# کیوب ایکو
کیوب ایکو (به سوئدی: QBIK) یک تیم فوتبال واقع در بخش کارلسته است.این تیم در لیگ برتر دامال سوئنسکان بازی می‌کند.
کیوب ایکو در سال ۱۹۷۸ تأسیس شد و در سال ۲۰۰۵ موفق شد اولین حضور خود را در دامال سوئنسکان تجربه کند.
این تیم بازی‌های خانگی خود را در ورزشگاه تینگوالا و در شهر کارلستد انجام می‌دهد.